# Grammatostomias dentatus
Grammatostomias dentatus – gatunek głębinowej ryby z rodziny wężorowatych (Stomiidae). Spotykany na głębokościach do 3786 m. Maksymalna długość osobników tego gatunku wynosi 15,9 cm.